# Grégory Durand
Pour les articles homonymes, voir Durand.
Grégory Durand, né le 8 décembre 1977 à Montreuil, est un patineur de vitesse sur piste courte français.

## Biographie
Il participe aux épreuves de patinage de vitesse sur piste courte aux Jeux olympiques de 2002 et arrive 16e du 1 500 mètres.
Il arrête le patinage de vitesse sur piste courte en 2009, à la suite d'un accident qui le laisse assisté de béquilles pendant près de trois ans.
En 2013 et 2014, il est préparateur physique et matériel de l'équipe de Russie de patinage de vitesse sur piste courte,.
En 2015, il devient entraîneur de l'équipe de France masculine.
En 2016, il devient entraîneur de l'équipe nationale luxembourgeoise.
En 2017, il remplace Sébastien Cros comme principal entraîneur de l'équipe polonaise[réf. souhaitée].